# مجید افلاکی
مجید افلاکی (زادهٔ ۱۳۵۲، تهران)، ملی‌پوش سابق تکواندو و سرمربی فعلی تیم ملی تکواندوی مردان ایران است.

## دوران تکواندوکاری

### * مدال‌ها:[۴]
- طلای جام جهانی ۲۰۰۲ توکیو (ژاپن)
- برنز بازی‌های آسیایی ۲۰۰۲ بوسان (کره جنوبی) در وزن ۷۸ کیلوگرم
- طلای یازدهمین دوره جام جهانی ۲۰۰۱ هوشیمینه (ویتنام) در وزن ۷۸- کیلوگرم[۵]
- نقره جام جهانی ۲۰۰۰ فرانسه
- طلای قهرمانی جهان ۱۹۹۹ ادمونتون (کانادا) در وزن ۸۴- کیلوگرم
- نقره بازی‌های آسیایی ۱۹۹۸ بانکوک (تایلند)
- برنز قهرمانی جهان ۱۹۹۷ هنگ کنگ در وزن ۷۶- کیلوگرم
- نقره قهرمانی آسیا ۱۹۹۶ ملبورن (استرالیا) در وزن ۷۶- کیلوگرم

### * سایر نتایج

#### المپیک تابستانی ۲۰۰۰ سیدنی
مجید افلاکی در بازی‌های المپیک ۲۰۰۰ سیدنی، در حالی که از امیدهای کسب مدال برای ایران در وزن ۸۰- کیلوگرم محسوب می‌شد، در اولین مبارزه به مصاف «ویکتور استرادا گاریبای» از مکزیک رفت و این مسابقه را با نتیجه ۴ بر ۳ به حریف خود واگذار کرد و از مسابقات حذف شد. افلاکی به دلیل باخت قهرمان مکزیکی در مرحله بعد این مسابقات، شانس ماندن در جدول و مبارزه برای کسب مدال برنز را نیز از دست داد. حریف ۲۹ ساله افلاکی، عناوین قهرمانی مسابقات تکواندو آزاد ۱۹۹۸ آمریکا، قهرمانی مسابقات سنگین‌وزن جام جهانی تکواندو ۱۹۹۸ آلمان و قهرمانی میان‌وزن جام جهانی ۱۹۹۷ مصر را در کارنامه داشت.

افلاکی سال‌ها بعد در مصاحبه‌ای دربارهٔ آن مسابقات گفت:
«من و هادی ساعی با مدال طلای جهان در المپیک سیدنی شرکت کرده بودیم و همه تصور می‌کردند که باید ۲ مدال طلای المپیک را برای ما کنار بگذارند؛ اما ناداوری شامل حال ما شد. پس از حدود یک سال، فدراسیون جهانی متوجه شد که داوران المپیک پول گرفته بودند و محروم شدند.»

### * اهدای مدال‌ها به حرم حضرت عبدالعظیم حسنی
در ۲۴ مهر ۱۳۸۵، افلاکی مدال‌ها و کاپ‌های قهرمانی خود را به آستان حضرت عبدالعظیم (ع) اهدا کرد. مدال طلای مسابقات ۱۹۹۹ کانادا، مدال طلای جام جهانی ۲۰۰۱ ویتنام، مدال طلای مسابقات جهانی ۲۰۰۲ توکیو ژاپن و بیش از ۵۵ مدال دیگر و کاپ جوانمردترین تکواندوکار جهان در مسابقات ۱۹۹۹ کانادا، در شمار هدایای افلاکی به آستان حضرت عبدالعظیم حسنی (ع) قرار داشت.

## دوران سرمربی‌گری
او از ۲۹ مهر ۱۴۰۲ سرمربی‌گری تیم ملی تکواندو ایران را بر عهده گرفت و جایگزین بیژن مقانلو شد تا بلافاصله تیم ملی را برای حضور در فینال گرندپری منچستر آماده کند.

### مسابقات تکواندو قهرمانی آسیا ۲۰۲۴ ویتنام
در بیست‌وششمین دوره مسابقات تکواندو قهرمانی آسیا که در سالن «تین سون» شهر دانانگ کشور ویتنام برگزار شد، تیم ملی تکواندوی مردان ایران پس از هشت سال موفق شد با سرمربی‌گری مجید افلاکی به مقام قهرمانی آسیا دست پیدا کند. همچنین افلاکی در پایان مسابقات با اعلام اتحادیه تکواندو آسیا به‌عنوان برترین سرمربی آسیا انتخاب شد.
در این مسابقات، مهدی حاجی موسایی، محمدحسین یزدانی و آرین سلیمی ۳ مدال طلا، علی خوش‌روش، مهران برخورداری و ملیکا میرحسینی ۳ مدال نقره و ابوالفضل زندی، متین رضایی و سعیده نصیری هم ۳ مدال برنز کسب کردند. مدال نقره مهران برخورداری و مدال برنز ابوالفضل زندی، به‌دلیل حضور در این رقابت‌ها با سهمیه جام ریاست فدراسیون جهانی، در رده‌بندی نهایی تیم محسوب نشد.

### المپیک تابستانی ۲۰۲۴ پاریس
در بازی‌های المپیک تابستانی ۲۰۲۴ که اوت ۲۰۲۴ (مصادف با مرداد ۱۴۰۳) برگزار شد، تیم ملی تکواندوی مردان ایران با دو تکواندوکار حضور پیدا کرد که در پایان هر دو موفق به کسب مدال شدند. آرین سلیمی در وزن ۸۰+ کیلوگرم مدال طلا گرفت و مهران برخورداری در وزن ۸۰- کیلوگرم مدال نقره را کسب کرد.